# Nebezpečný útěk (film, 1990)
Nebezpečný útěk (v anglickém originále Narrow Margin) je americký filmový thriller, který natočil v roce 1990 režisér Peter Hyams. V hlavních rolích se představí Gene Hackman jako náměstek losangeleského státního zástupce Robert Caulfield a Anne Archer jako svědkyně vraždy Carol Hunnicutová. Jedná se o remake stejnojmenného snímku z roku 1952.
Většina děje se odehrává ve vlaku The Canadian kanadské železniční společnosti VIA Rail jedoucího přes severoamerický kontinent na západ do Vancouveru.

## Děj
Rozvedená redaktorka Carol Hunnicutová si v hotelové restauraci v Los Angeles sjedná schůzku naslepo s právníkem–vdovcem Michaelem Tarlowem. Po chvíli seznamovací konverzace doručí číšník Tarlowovi vzkaz, že se má telefonicky spojit s jedním klientem. Tarlow odchází v doprovodu Carol do svého pokoje, aby si hovor vyřídil. Tam ho nečekaně navštíví mafiánský boss Leo Watts se svým nájemným vrahem Jackem Woottonem. Watts nechá Tarlowa zastřelit, protože mu zpronevěřil peníze. Z temného koutu druhého pokoje vše sleduje Carol.
Hannicutová si uvědomí, že jí hrozí nebezpečí. Svého syna předá jeho otci a naléhá na něj, aby s ním odjel pryč a ukryl se. Sama pak odcestuje na odlehlou horskou chatu v Kanadských Skalnatých horách. Tam ji vystopuje náměstek losangeleského státního zástupce Robert Caulfield společně s detektivem Dominickem Bentim. Po Carol chce, aby šla svědčit k soudu proti Leo Wattsovi. Vtom je přepadnou Wattsovi zabijáci Wootton a Nelson, kteří po nich pálí z vrtulníku. Benti je zabit, Caulfield s Carol spolu prchají v terénním automobilu. Dojedou až k vlakové stanici, kde se chystá k odjezdu osobní vlak The Canadian směřující do Vancouveru. Dvojici se podaří sehnat soukromé kupé. Do vlaku se dostanou i oba Wattsonovi vrahouni a pátrají po nich. Na další stanici Caulfield telefonuje do své kanceláře a mluví s kolegou Jamesem Dahlbeckem, který slíbí zajištění policejní ochrany na příští stanici. Avšak ukáže se, že policisté jsou pouze další Wattsovi lidé, čímž vyjde najevo, že Dahlbeck je zkorumpovaný. Po krátkém souboji se Caulfield dokáže vrátit ke Carol do vlaku. V jídelním voze se ho Nelson pokusí podplatit, ale Caulfield je pevně rozhodnutý Hunnicutovou chránit a odmítne vysoký úplatek.  
Další cestující Kathryn Wellerová je v ohrožení, když je viděna s Robertem Caulfieldem. Ten musí vymyslet způsob, jak ji zachránit, hrozí jí totiž zastřelení nájemnými zabijáky, kteří si ji mohli splést s Hunnicutovou. Pomocnou ruku mu podá železniční policista Keller, který může vysílačkou ve svém kupé ohlásit nebezpečí. Caulfield mu svěří Wellerovou, ale než stačí Keller upozornit policii, je zavražděn.
Kriminálnící spatří Caulfielda se skutečnou Hunnicutovou, ti jsou tak přinuceni vylézt na střechu vlaku, kde se odehraje závěrečný souboj. Oba Wattsovi muži jsou Caulfieldem přemoženi, ale na scéně se objeví Wellerová s pistolí v ruce. Také patří k Wattsovi. Dělá chybu, že na střeše vagónu stojí. Blížící se tunel jí urazí hlavu.
V závěrečné scéně odehrávající se v soudní síni v Los Angeles Carol Hunnicutová svědčí proti Leo Wattsovi. Robert Caulfield se spokojeně usmívá.

## Obsazení
| Gene Hackman     | Robert Caulfield, náměstek losangeleského státního zástupce |
| Anne Archer      | Carol Hunnicutová, redaktorka v nakladatelství              |
| M. Emmet Walsh   | detektiv seržant Dominick Benti                             |
| James B. Sikking | Nelson, nájemný vrah                                        |
| Nigel Bennett    | Jack Wootton, nájemný vrah                                  |
| J. T. Walsh      | Michael Tarlow, právník mafiánského bosse                   |
| Harris Yulin     | mafiánský boss Leo Watts                                    |
| Susan Hogan      | Kathryn Wellerová                                           |
| J. A. Preston    | Martin Larner, losangeleský státní zástupce                 |
| Kevin McNulty    | James Dahlbeck, kolega Roberta Caufielda                    |